# Nicolas Anelka
Nicolas Sébastien Anelka (Versailles, 14 maart 1979) is een Frans voormalig betaald voetballer die bij voorkeur als spits speelde. Hij speelde voor een groot aantal clubs en was van 1998 tot en met 2010 international in het Frans voetbalelftal, waarvoor hij 69 wedstrijden speelde en veertien keer scoorde.

## Clubvoetbal
Anelka begon in november 1996 als zeventienjarige jongen bij Paris Saint-Germain. Arsenal haalde hem kort na de aanstelling van Arsène Wenger als manager voor £500.000 naar Londen.

### Arsenal FC
Zijn eerste optreden voor The Gunners was in het seizoen van 1996/1997, maar pas na een langdurige blessure van Ian Wright in het seizoen 1997/1998 brak hij definitief door in de hoofdmacht. Anelka groeide bij Arsenal uit tot een sterspeler in de Premier League en de FA Cup. Hij zorgde onder meer voor het tweede doelpunt tegen Newcastle United in de finale van de FA Cup.
In 1998/1999 won Anelka de "PFA Young Player of the Year Award", maar de club Arsenal had minder succes. Arsenal was niet in staat zijn kampioenstitel te verdedigen en het maakte slechts een kleine vooruitgang in de UEFA Champions League. Daarentegen liet Anelka de club weten dat hij een hoger salaris wilde. Real Madrid kon wel voldoen aan zijn salariseisen en wilde de jonge sterspeler graag toevoegen aan haar selectie. Daardoor vertrok Anelka in de zomer van 1999 naar Real Madrid, voor het bedrag van 22,3 miljoen pond. In totaal speelde hij 65 wedstrijden voor Arsenal, waarin hij 23 goals maakte.

### Real Madrid
Anelka speelde maar één seizoen voor Real Madrid, dat het seizoen voor de komst van Anelka de Champions League had gewonnen. Hoewel hij op dat moment uitkwam voor de grootste Europese club, speelde Anelka niet bepaald indrukwekkend: hij scoorde maar vier keer in 29 wedstrijden. Ook kon hij het niet goed vinden met zijn teamgenoten, met uitzondering van zijn vriend Steve McManaman. Daarom vertrok Anelka in de zomer van 2000 opnieuw naar zijn voormalige club Paris Saint-Germain.

### Paris SG
Na één seizoen bij Paris St-Germain te hebben gespeeld, keerde Anelka terug naar de Engelse voetbalcompetitie, en tekende een eenjarig contract bij Liverpool.

### Liverpool
Bij Liverpool kreeg hij het niet voor elkaar een vaste basisplaats te bemachtigen en daarom besloot hoofdtrainer Gérard Houllier hem na afloop van het seizoen geen vast contract aan te bieden. In plaats daarvan besloot het pas gepromoveerde Manchester City hem te kopen voor 12 miljoen pond. Dit bedrag was destijds een clubrecord.

### Manchester City
In zijn drie seizoenen bij Manchester City, maakte Anelka's aanwezigheid nauwelijks verschil. Manchester City eindigde negende in 2002-2003, zestiende in 2003-2004 en ook 2004-2005 was teleurstellend. Er deden geruchten de ronde dat Anelka naar een andere club zou gaan.
Op 27 januari 2005 werden die geruchten bevestigd door Manchester City, dat aankondigde dat Anelka naar het Turkse Fenerbahçe zou vertrekken.

### Fenerbahçe
In augustus 2005 deden (weer) geruchten de ronde dat Anelka terug zou gaan naar Engeland, en wel naar Newcastle United, maar dit is nooit realiteit geworden. Nicolas Anelka tekende voor de Turkse club Fenerbahçe SK.

### Bolton Wanderers
Anelka vertrok naar Bolton Wanderers, waar hij een goed seizoen speelde. Chelsea nam hem in januari 2008 over voor een bedrag van € 19,9 miljoen euro.

### Chelsea FC

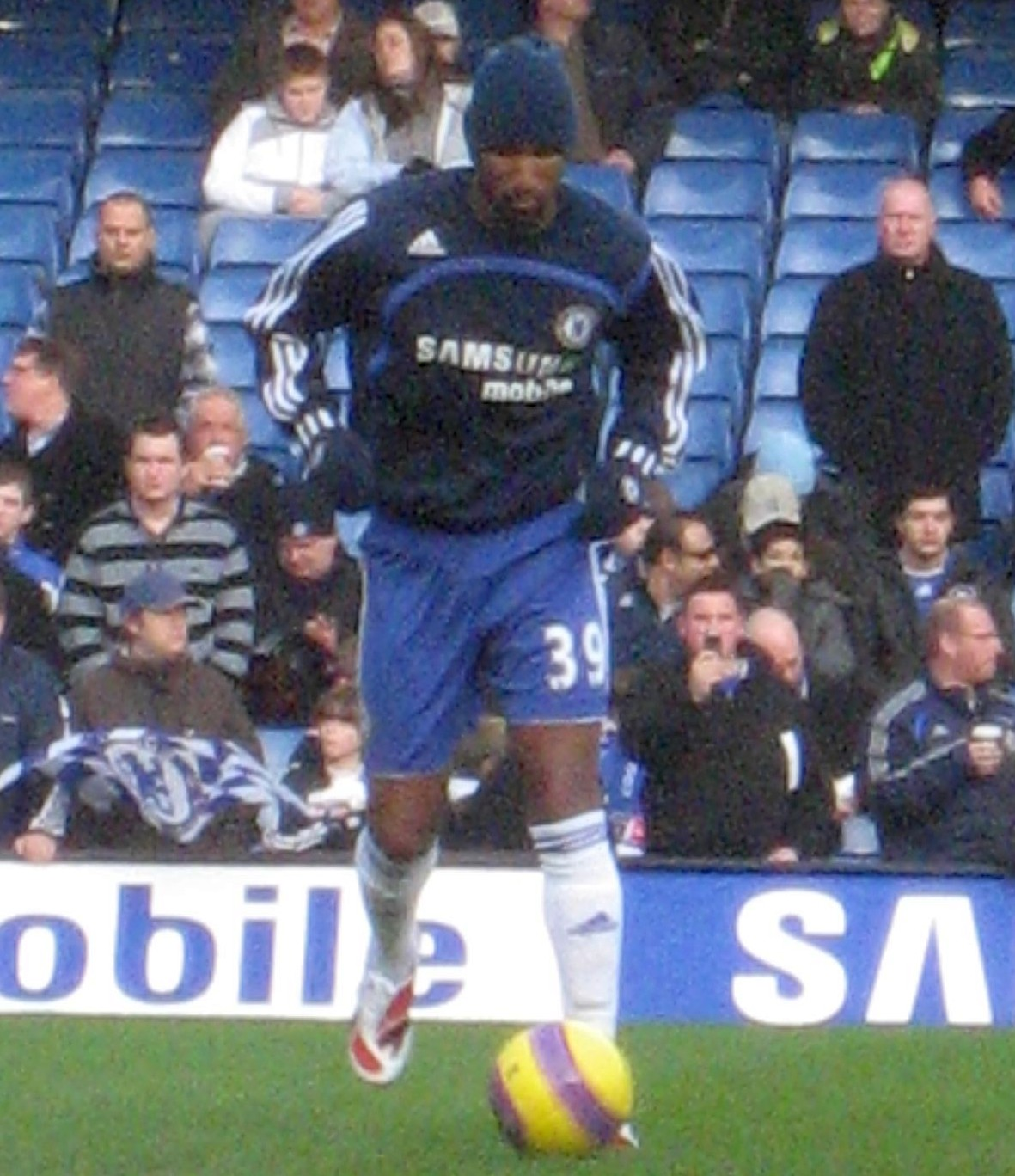
Als speler van Chelsea FC.

Met Chelsea haalde hij in 2008 de finale van de UEFA Champions League. Hier werd echter verloren van Manchester United omdat John Terry de beslissende penalty miste omdat hij uitgleed en op de paal schoot. Edwin van der Sar kon daarna de beslissende penalty van Nicolas Anelka uit het doel houden.

### Shanghai Shenhua
Anelka tekende in 2011 een contract van 2 jaar om bij de Chinese ploeg Shanghai Shenhua te spelen. Hij speelde daar samen met Didier Drogba.

### Juventus
Op 26 januari 2013 werd bekend dat Anelka verhuurd zou worden aan het Italiaanse Juventus. Dit kwam beide partijengoed uit, want Anelka had het niet naar zijn zin in Shanghai en het bestuur van Juventus was ontevreden over het rendement van de eigen aanvallers.

### West Bromwich Albion
Anelka kreeg als speler van West Bromwich Albion op 27 februari 2014 van de tuchtcommissie van de Engelse voetbalbond een schorsing van vijf wedstrijden opgelegd. Hij kreeg bovendien een boete van 97.000 euro. Aanleiding was de wijze waarop hij op 28 december een doelpunt tegen West Ham United had gevierd. De aanvaller stak zijn rechterarm naar beneden, waarna hij zijn linkerhand tegen zijn rechterschouder zette. Het gebaar, dat de quenelle genoemd wordt, zou een omgekeerde nazigroet zijn. Anelka ontkende, maar oogstte kritiek van onder andere de Franse minister van sport, Valérie Fourneyron: "Anelka's gebaar is een schokkende provocatie", zei ze. "Er is geen plek voor antisemitisme op het voetbalveld."

## Clubstatistieken
| Seizoen | Club                 | Competitie | Competitie | Competitie | Beker | Beker | Internationaal | Internationaal | Overig | Overig | Totaal | Totaal |
| Seizoen | Club                 | Competitie | Wed.       | Dlp.       | Wed.  | Dlp.  | Wed.           | Dlp.           | Wed.   | Dlp.   | Wed.   | Dlp.   |
| ------- | -------------------- | ---------- | ---------- | ---------- | ----- | ----- | -------------- | -------------- | ------ | ------ | ------ | ------ |
| 1995-96 | Paris Saint-Germain  | Frankrijk  | 2          | 0          | 0     | 0     | 0              | 0              | 0      | 0      | 2      | 0      |
| 1996-97 | Paris Saint-Germain  | Frankrijk  | 8          | 1          | 1     | 0     | 1              | 0              | 0      | 0      | 10     | 1      |
| 1996-97 | Arsenal              | Engeland   | 4          | 0          | 0     | 0     | 0              | 0              | 0      | 0      | 4      | 0      |
| 1997-98 | Arsenal              | Engeland   | 26         | 6          | 9     | 3     | 2              | 0              | 0      | 0      | 37     | 9      |
| 1998-99 | Arsenal              | Engeland   | 35         | 17         | 4     | 0     | 5              | 1              | 1      | 1      | 45     | 19     |
| 1999-00 | Real Madrid          | Spanje     | 19         | 4          | 1     | 0     | 10             | 2              | 3      | 3      | 33     | 9      |
| 2000-01 | Paris Saint-Germain  | Frankrijk  | 27         | 8          | 1     | 0     | 9              | 5              | 0      | 0      | 37     | 13     |
| 2001-02 | Paris Saint-Germain  | Frankrijk  | 12         | 2          | 1     | 0     | 7              | 3              | 0      | 0      | 20     | 5      |
| 2001-02 | → Liverpool          | Engeland   | 20         | 4          | 2     | 1     | 0              | 0              | 0      | 0      | 22     | 5      |
| 2002-03 | Manchester City      | Engeland   | 38         | 14         | 3     | 0     | 0              | 0              | 0      | 0      | 41     | 14     |
| 2003-04 | Manchester City      | Engeland   | 32         | 17         | 6     | 4     | 4              | 3              | 1      | 1      | 43     | 25     |
| 2004-05 | Manchester City      | Engeland   | 19         | 7          | 0     | 0     | 0              | 0              | 0      | 0      | 19     | 7      |
| 2004-05 | Fenerbahçe           | Turkije    | 14         | 4          | 2     | 0     | 2              | 0              | 0      | 0      | 18     | 4      |
| 2005-06 | Fenerbahçe           | Turkije    | 25         | 10         | 6     | 2     | 6              | 0              | 0      | 0      | 37     | 12     |
| 2006-07 | Fenerbahçe           | Turkije    | 0          | 0          | 0     | 0     | 2              | 0              | 0      | 0      | 2      | 0      |
| 2006-07 | Bolton Wanderers     | Engeland   | 35         | 11         | 4     | 1     | 0              | 0              | 0      | 0      | 39     | 12     |
| 2007-08 | Bolton Wanderers     | Engeland   | 18         | 10         | 0     | 0     | 4              | 1              | 0      | 0      | 22     | 11     |
| 2007-08 | Chelsea              | Engeland   | 14         | 1          | 5     | 1     | 5              | 0              | 0      | 0      | 24     | 2      |
| 2008-09 | Chelsea              | Engeland   | 37         | 19         | 5     | 4     | 12             | 2              | 0      | 0      | 54     | 25     |
| 2009-10 | Chelsea              | Engeland   | 33         | 11         | 4     | 1     | 7              | 3              | 1      | 0      | 45     | 15     |
| 2010-11 | Chelsea              | Engeland   | 32         | 6          | 4     | 3     | 9              | 7              | 1      | 0      | 46     | 16     |
| 2011-12 | Chelsea              | Engeland   | 9          | 1          | 2     | 0     | 4              | 0              | 0      | 0      | 15     | 1      |
| 2011-12 | Shanghai Shenhua     | China      | 22         | 3          | 1     | 0     | 0              | 0              | 0      | 0      | 23     | 3      |
| 2012-13 | → Juventus           | Italië     | 2          | 0          | 0     | 0     | 1              | 0              | 0      | 0      | 3      | 0      |
| 2013-14 | West Bromwich Albion | Engeland   | 12         | 2          | 0     | 0     | 0              | 0              | 0      | 0      | 2      | 0      |
| 2013-14 | Mumbai City          | India      | 7          | 2          | 0     | 0     | 0              | 0              | 0      | 0      | 2      | 0      |
| 2014-15 | Mumbai City          | India      | 6          | 0          | 0     | 0     | 0              | 0              | 0      | 0      | 6      | 0      |
| Totaal  | Totaal               | Totaal     | 494        | 159        | 61    | 20    | 90             | 27             | 7      | 5      | 652    | 211    |

## Internationale carrière
Anelka maakt zijn debuut voor Frankrijk in de goalloze wedstrijd tegen Zweden op 21 april 1998 en voetbalde mee op het EK 2000, de Confederations Cup 2001 en het WK 2002. Na een meningsverschil met de Franse voetbalbond en de toenmalige coach Jacques Santini kwam Anelka tussen 2002 en 2005 niet voor Frankrijk uit. Raymond Domenech vroeg hem in november 2005 weer mee te doen voor Frankrijk in een reeks vriendschappelijke wedstrijden. Sindsdien maakte Anelka weer deel uit van Les Bleus. Hij heeft ook voor het Franse team op het EK 2008 gespeeld.
Tijdens het WK 2010 werd Anelka naar huis gestuurd omdat hij Domenech zou hebben geantwoord met "va t'enculer, fils de pute" (Nederlands: "val toch dood, hoerenzoon") toen deze hem vroeg zijn positie meer te handhaven. Daarmee werd Anelka de eerste Franse voetballer die vroegtijdig weggestuurd werd tijdens een eindtoernooi. Anelka werd op 17 augustus 2010 veroordeeld tot een schorsing van achttien interlands naar aanleiding van de gebeurtenissen tijdens het WK 2010. Zelf verklaarde hij niet meer bij te komen van het lachen toen hij van de schorsing hoorde en de bestuurders van de Franse nationale voetbalbond clowns te vinden.

## Erelijst
Arsenal
- Premier League: 1997/98
- FA Cup: 1997/98
- FA Charity Shield: 1998/99

 Real Madrid
- UEFA Champions League: 1999/00

 Paris Saint-Germain
- UEFA Intertoto Cup: 2001

 Fenerbahçe
- Süper Lig: 2004/05

 Chelsea
- Premier League: 2009/10
- FA Cup: 2008/09, 2009/10
- FA Community Shield: 2009

 Juventus
- Serie A: 2012/13

 Frankrijk onder 18
- Europees kampioenschap voetbal onder 18: 1997

 Frankrijk
- Europees kampioenschap voetbal: 2000
- Confederations Cup: 2001